# Blackpink: The Movie
Blackpink: The Movie (tiếng Hàn: 블랙핑크: 더 무비; Romaja: Beullaekpingkeu: Deo Mubi; viết cách điệu BLACKPINK THE MOVIE) là bộ phim tài liệu Hàn Quốc năm 2021, được đạo diễn bởi Oh Yoon-dong và Jung Su-yee, với sự tham gia của nhóm nhạc nữ Hàn Quốc Blackpink. Bộ phim được phát hành vào ngày 4 tháng 8 năm 2021 tại Hàn Quốc và toàn cầu.

## Tóm tắt
Bộ phim gồm những đoạn phỏng vấn của bốn thành viên Blackpink - Jisoo, Jennie, Rosé và Lisa, và những màn trình diễn live từ The Show và In Your Area World Tour. Bộ phim bao gồm các phân đoạn: "The Room of Memories," đánh dấu 5 năm qua kể từ khi ra mắt của họ, "Beauty" bao gồm các bức ảnh chụp từng thành viên và "Exclusive Interviews" đưa ra các thông điệp cho người hâm mộ của họ.

## Cast
- Kim Ji-soo
- Jennie Kim
- Roseanne Park
- Lalisa Manoban

## Sản xuất
Nhóm nhạc nữ Hàn Quốc Blackpink ra mắt vào ngày 8 tháng 8 năm 2016, với album đĩa đơn Square One, và hiện đã trở thành một trong những nhóm nhạc K-pop thành công nhất. Vào ngày 16 tháng 6 năm 2021, YG Entertainment thông báo phát hành Blackpink: The Movie như một phần trong dự án kỷ niệm năm thứ năm ra mắt của nhóm, được đặt tên là "4 + 1 Project".
Vào ngày 23 tháng 6, bộ phim đã được công bố sẽ phát hành vào ngày 4 tháng 8, tại Hàn Quốc. Vé được bán vào ngày 30 tháng 6.

## Phát hành
Lần đầu ra mắt vào ngày 4 tháng 8, bộ phim đã được phát hành tại hơn 100 quốc gia và 3.000 rạp chiếu trên toàn thế giới. Việc phát hành đã bị trì hoãn đến cuối tháng 8 tại các quốc gia trong khu vực Đông Nam Á như Indonesia, Thái Lan và Malaysia do các quy định về đại dịch COVID-19. Số lượng rạp trên toàn thế giới sẽ mở rộng từ 3.000 lên 4.200 khi được phát hành tại Đông Nam Á.

## Đón nhận

### Box office
Bộ phim đã thu hút gần 500.000 khán giả trên toàn cầu sau năm ngày ra mắt. Các quốc gia có số lượng người xem phim nhiều nhất là Mexico, Hoa Kỳ, Thổ Nhĩ Kỳ, Brazil và Nhật Bản . Trên toàn cầu, bộ phim thu về hơn $4.8 triệu đô la Mỹ trong hai tuần và trở thành bộ phim chiếu rạp sự kiện có doanh thu cao nhất năm 2021.
Tại Hàn Quốc, bộ phim đã bán được 5.420 vé và thu về $62.483 từ ngày 6 đến ngày 8 tháng 8, đứng thứ chín tại phòng vé cuối tuần. Nhìn chung, từ ngày 4 đến ngày 9 tháng 8, bộ phim đã thu về 11,761 tổng số lượt xem và thu về $134,412.